# IC 3568
IC 3568 (Mgławica Plasterek Cytryny, ang. Lemon Slice Nebula) – mgławica planetarna znajdująca się w konstelacji Żyrafy. Według różnych szacunków mgławica ta jest odległa od 8200 do 11 400 lat świetlnych od Ziemi, a rozciąga się na około 0,4 roku świetlnego. Odkrył ją Robert Aitken 31 sierpnia 1900.